# تی۲ (تهیه‌کننده)
تی۲ (به انگلیسی: T2) یک تهیّه‌کنندهٔ موسیقی بیسلاین بریتانیایی است. در سال ۲۰۰۷ ترانه‌ای از او به نام "Heartbroken" موفّق شد در یوکی سینگلز چارت به جایگاه دوّم برسد.